# سريخ (يريم)

تعديل مصدري - تعديل

سريخ محلة تابعة لقرية دفان الوادي، التابعة لعزلة ارياب بمديرية يريم إحدى مديريات محافظة إب في الجمهورية اليمنية.، بلغ تعداد سكانها 81 حسب تعداد اليمن لعام 2004.